# Temporada 1999-2000 de los Sacramento Kings
La temporada 1999-2000 fue la decimoquinta de los Kings en la NBA en su ubicación en Sacramento, California, y la quincuagésimo segunda en la liga, tras jugar las últimas trece en Kansas City. La temporada regular acabó con 27 victorias y 23 derrotas, ocupando el octavo puesto de la Conferencia Oeste, clasificándose para los playoffs en los que cayeron en primera ronda ante Los Angeles Lakers.

## Elecciones en elDraft
| Ronda | Puesto | Jugador        | Posición | Nacionalidad   | Universidad/club |
| ----- | ------ | -------------- | -------- | -------------- | ---------------- |
| 2     | 45     | Ryan Robertson | Escolta  | Estados Unidos | Kansas           |

## Temporada regular
| División Pacífico        | División Pacífico | División Pacífico | División Pacífico | División Pacífico | División Pacífico | División Pacífico | División Pacífico | División Pacífico |
| Equipo                   | G                 | P                 | %                 | PD                | Casa              | Fuera             | Div               |                   |
| ------------------------ | ----------------- | ----------------- | ----------------- | ----------------- | ----------------- | ----------------- | ----------------- | ----------------- |
| y-Los Angeles Lakers     | 67                | 15                | .817              | –                 | 36–5              | 31–10             | 20–4              |                   |
| x-Portland Trail Blazers | 59                | 23                | .720              | 8                 | 30–11             | 29–12             | 21–3              |                   |
| x-Phoenix Suns           | 53                | 29                | .646              | 14                | 32–9              | 21–20             | 15–9              |                   |
| x-Seattle SuperSonics    | 45                | 37                | .549              | 22                | 24–17             | 21–20             | 12–12             |                   |
| x-Sacramento Kings       | 44                | 38                | .537              | 23                | 30–11             | 14–27             | 9–15              |                   |
| Golden State Warriors    | 19                | 63                | .232              | 48                | 12–29             | 7–34              | 2–22              |                   |
| Los Angeles Clippers     | 15                | 67                | .183              | 52                | 10–31             | 5–36              | 5–19              |                   |

## Playoffs

### Primera ronda
Los Angeles Lakers vs. Sacramento Kings 
| Fecha       | Partido                                      | Ciudad     |
| ----------- | -------------------------------------------- | ---------- |
| 23 de abril | Los Angeles Lakers 117, Sacramento Kings 107 | Inglewood  |
| 27 de abril | Los Angeles Lakers 113, Sacramento Kings 89  | Inglewood  |
| 30 de abril | Sacramento Kings 99, Los Angeles Lakers 91   | Sacramento |
| 2 de mayo   | Sacramento Kings 101, Los Angeles Lakers 88  | Sacramento |
| 5 de mayo   | Los Angeles Lakers 113, Sacramento Kings 86  | Inglewood  |
|             | Los Angeles Lakers gana las series 3-2       |            |

## Estadísticas

### Temporada regular
| Jugador              | PJ | PT | MPP  | %TC  | 3P%  | %TL   | RPP  | APP | ROB | TPP | PPP  |
| -------------------- | -- | -- | ---- | ---- | ---- | ----- | ---- | --- | --- | --- | ---- |
| Chris Webber         | 75 | 75 | 38.4 | .483 | .284 | .751  | 10.5 | 4.6 | 1.6 | 1.7 | 24.5 |
| Vlade Divac          | 82 | 81 | 29.0 | .503 | .269 | .691  | 8.0  | 3.0 | 1.3 | 1.3 | 12.3 |
| Jason Williams       | 81 | 81 | 34.1 | .373 | .287 | .753  | 2.8  | 7.3 | 1.4 | 0.1 | 12.3 |
| Peja Stojaković      | 74 | 11 | 23.6 | .448 | .375 | .882  | 3.7  | 1.4 | 0.7 | 0.1 | 11.9 |
| Nick Anderson        | 72 | 72 | 29.1 | .391 | .332 | .487  | 4.7  | 1.7 | 1.3 | 0.2 | 10.8 |
| Corliss Williamson   | 76 | 76 | 22.5 | .500 |      | .769  | 3.8  | 1.1 | 0.5 | 0.3 | 10.3 |
| Jon Barry            | 62 | 1  | 20.7 | .465 | .429 | .922  | 2.6  | 2.4 | 1.2 | 0.1 | 8.0  |
| Tony Delk            | 46 | 1  | 14.8 | .430 | .225 | .797  | 1.9  | 1.2 | 0.8 | 0.1 | 6.4  |
| Lawrence Funderburke | 75 | 1  | 13.7 | .523 | .000 | .706  | 3.1  | 0.4 | 0.4 | 0.3 | 6.4  |
| Darrick Martin       | 71 | 1  | 12.6 | .380 | .306 | .824  | 0.6  | 1.7 | 0.4 | 0.0 | 5.7  |
| Scot Pollard         | 76 | 5  | 17.6 | .527 |      | .717  | 5.3  | 0.6 | 0.7 | 0.8 | 5.4  |
| Ryan Robertson       | 1  | 0  | 25.0 | .333 | .000 | 1.000 | 0.0  | 0.0 | 0.0 | 0.0 | 5.0  |
| Tyrone Corbin        | 54 | 5  | 17.4 | .356 | .227 | .846  | 3.1  | 1.1 | 0.7 | 0.1 | 4.1  |
| Bill Wennington      | 7  | 0  | 8.1  | .316 |      | 1.000 | 2.7  | 0.1 | 0.3 | 0.3 | 2.0  |

### Playoffs
| Jugador              | PJ | PT | MPP  | %TC  | 3P%  | %TL  | RPP | APP | ROB | TPP | PPP  |
| -------------------- | -- | -- | ---- | ---- | ---- | ---- | --- | --- | --- | --- | ---- |
| Chris Webber         | 5  | 5  | 39.2 | .427 | .200 | .794 | 9.6 | 5.4 | 1.6 | 2.0 | 24.4 |
| Tony Delk            | 5  | 0  | 20.2 | .439 | .600 | .739 | 3.6 | 1.4 | 0.6 | 0.0 | 11.2 |
| Vlade Divac          | 5  | 5  | 32.0 | .357 | .000 | .696 | 7.2 | 2.8 | 1.4 | 0.8 | 11.2 |
| Jason Williams       | 5  | 5  | 29.0 | .375 | .320 | .800 | 1.6 | 2.4 | 0.6 | 0.0 | 10.4 |
| Peja Stojaković      | 5  | 0  | 25.8 | .400 | .462 | .667 | 3.4 | 0.6 | 0.8 | 0.0 | 8.8  |
| Jon Barry            | 5  | 0  | 20.4 | .429 | .583 | .875 | 2.4 | 2.4 | 0.6 | 0.0 | 7.8  |
| Nick Anderson        | 5  | 5  | 26.4 | .324 | .350 | .875 | 3.4 | 0.4 | 0.2 | 0.6 | 7.2  |
| Corliss Williamson   | 5  | 5  | 17.4 | .688 |      | .917 | 3.0 | 0.2 | 0.2 | 0.0 | 6.6  |
| Darrick Martin       | 2  | 0  | 10.5 | .333 | .333 | .750 | 1.5 | 1.0 | 0.5 | 0.0 | 5.0  |
| Scot Pollard         | 5  | 0  | 14.0 | .563 |      | .333 | 3.2 | 0.2 | 0.4 | 0.2 | 4.0  |
| Lawrence Funderburke | 4  | 0  | 8.5  | .444 |      | .500 | 2.8 | 0.0 | 0.3 | 0.0 | 2.5  |
| Tyrone Corbin        | 3  | 0  | 7.7  | .400 | .000 | .000 | 1.7 | 1.0 | 0.0 | 0.0 | 1.3  |

## Galardones y récords
| Jugador      | Galardón                               |
| Chris Webber | 3.er Mejor quinteto de la NBA All-Star |